# جورج س. بيكر
جورج س. بيكر (بالإنجليزية: George C. Baker)‏ هو معلم موسيقى وملحن أمريكي، ولد في 9 يونيو 1951 في دالاس في الولايات المتحدة.

## وصلات خارجية
- جورج س. بيكر على موقع ميوزك برينز (الإنجليزية)